# Silent Hill – Kinyilatkoztatás
A Silent Hill – Kinyilatkoztatás (eredeti cím: Silent Hill: Revelation 3D) 2012-ben bemutatott kanadai–francia horrorfilm, melyet Michael J. Bassett írt és rendezett. A film a Silent Hill – A halott város folytatása, melyet 2006-ban mutattak be. A főszerepben Adelaide Clemens, Kit Harington, Deborah Kara Unger, Martin Donovan, Malcolm McDowell, Carrie-Anne Moss és Erin Pitt látható. Sean Bean és Radha Mitchell a visszatérő színészek az előző filmből. A film a Silent Hill 3 túlélő horror-videójátékon alapszik (Konami).
A forgatást 2011. március 7-én kezdték Torontóban és Ontarióban (Kanada), amely egészen májusig tartott, a hanglekeverésre Franciaországba került sor.
A film teljes bruttósított bevétele 55,9 millió dollár lett, ami a 20 milliós becsült költségvetésével szemben jól teljesített. Azonban a film túlnyomórészt negatív véleményeket kapott a kritikusoktól és a rajongóktól egyaránt. A Metacritic oldalán a film értékelése 13% a 100-ból, ami 15 véleményen alapul. A Rotten Tomatoeson a film  5%-os minősítést kapott, 55 értékelés alapján.
A történet középpontjában egy fiatal tinédzser, Heather Mason áll, aki a 18. születésnapja előestéjén felfedezi, hogy a személyazonossága feltételezhetően hamis. Ennek eredményeként az apja eltűnése után, egy olyan alternatív-dimenzió városban találja magát Amerikában (Silent Hill), amely gyakorlatilag nem is létezik.

## Cselekmény
Az első filmből kiderült, hogy Sharon (Adelaide Clemens) és Rose da Silva (Radha Mitchell) ott rekedt a másik dimenzióban, azonban Rose – Metatron talizmánjának az egyik fele segítségével Sharont vissza tudta juttatni az eredeti dimenzióba, viszont Rose sajnos nem tudott vele tartani, mert a fél talizmán hatalma viszonylagosan ennyit engedett. Rose hamarosan megjelenik a férjének, Christophernek (Sean Bean) a tükörben és arra figyelmezteti, hogy a lányát helyezze biztonságba, mert a Rendnek hatalmas szüksége van rá, hogy elérjék céljaikat. Sharon nem emlékszik semmire abból, amit Silent Hill-ben élt át. Az örökbe fogadó apja meg is teszi az első lépéseket; Magát Harry Mason-re, lányát pedig Heather Mason-re kereszteli át. Közben teltek az évek, városról-városra költözgettek ketten a biztonság érdekében, mivel Harry megölt egy embert önvédelemből. Heather már lassan 18 éves lesz, amikor rémálmok gyötrik őt; Önmagát látja démoni formában valamint egy lényt, amelynek fejéből lemezek állnak ki, és megöli az apját. Ezután felébred, és elindul az új középiskolába, de az úton megállítja Dougles Cartland (Martin Donovan) magánnyomozó, és az életéről faggatja őt. Heather gyorsan lerázza magáról, és folytatja útját az iskolába. Ott, Heatherrel senki sem akar barátkozni, mert mindannyian furcsának találják őt, de egy szintén új diák, Vincent Cooper (Kit Harington) megpróbál vele összebarátkozni, de lerázza őt is magáról. Ezután a Főtéri Bevásárlóközpontba, ismét összefut a magánnyomozóval, aki végig elkezdi követi. A magánnyomozó végül elmondja, hogy ő nem az, akinek gondolja magát, és hogy ő régebben csapdába volt esve Silent Hill-ben, valamint, hogy a bérlője nem más, mint a Rend főpapnője, Claudia Wolf (Carrie-Anne Moss), akinek tervei vannak vele, és egy szörnyű dolgot akarnak vele művelni. Ekkor hirtelen a bevásárlóközpont megváltozik, és minden olyan pokoli. Douglest megöli az álmában látott lény, a Misszionárius (Liise Keeling), így visszatérve a valós világba, Heathernek menekülnie kell a rendőrség elől, mert ő rá igazolódik a gyanú a meggyilkolása miatt.
Mire Heather hazaér, apját nem találja sehol sem, és egy üzenetet lát a falon, ami azt írja, hogy menjen el Silent Hill-be. Megtudja az igazságot, amikor elolvassa az apja hátrahagyott levelét, és úgy dönt hogy elmegy Silent Hill-be. Vincent felajánlja neki, hogy elviszi, majd éjszakára megállnak egy Motelnál. Ott kiderült, hogy Vincent a főpapnő fia, és azért jött, hogy visszavigye őt Silent Hill-be, de idővel beleszeretett. Heather a lelkének egy része, Alessa Gillespie (Erin Pitt) nevezetű lány, aki a Rendnél megégett 38 évvel ezelőtt. Egy vita utána a környezeten ismét úrrá lesz a sötétség, és a Misszionárius ismét felbukkan, aki elrabolja Vincentet. Heather eszméletét veszti, és mire felébred, mindent elborít a köd, valamint megérkezik Silent Hill-be, ahol a múltjával kapcsolatban lehull a lepel. Hamarosan megtalálja Vincent nagyapját, Leonardot (Malcolm McDowell), akinél a Metatron talizmán másik fele van. Meg kell ölnie az öreget, mert egyesíti a testében a talizmánokat. Ezt követően, Heather megmenti Vincentet a nővérkék fogságából, és együtt elmennek a tóparti vidámparkhoz, ami alatt a rend szentélye van elrejtve. Az egyik vidámparki körhintán felbukkan Sötét Alessa (Erin Pitt és Adelaide Clemens). Heather szembeszáll vele, és hagyja hogy a két fél egyesüljön, melytől Alessa újra teljes lesz. Ezután, Heather lemegy a szentélybe és találkozik Claudiával, aki túszként tartja fogva Harryt és Vincentet. Claudia kifejti, hogy Harry vére keltené életre a Rend újszülött istenét, aki Heather testében lel otthonra; Ő a megváltó, amiért megölte Alessát és egyesítette a talizmánt. Felismerve Leonard szavait, Heather átadja a Metatron talizmánt Claudiának és átváltozik a Misszionárius kilétére. Heather időben előidézi Piramisfejet, aki levágja a Misszionárius fejét, így Heather, Vincent és Harry megmentésére igyekszik.
Ahogy a köd eltűnik a városból, Harry úgy dönt, hogy marad Silent Hill-be, mert meg akarja találni és menteni Roset, így Vincentnek azt mondja, hogy vigyázzon a lányára. Sikerül lestoppolniuk egy Travis Grady (Peter Outerbridge) nevezetű kamionost, aki átutazóban van egy távoli helyről. Travis elmondja Heathernek (jelenleg Sharonnak hivatkozva magát) és Vincenek, hogy szerencsések, mert rég járt már a környéken. Néhány rendőrautó, majd egy rabszállító halad át Silent Hill területén, melyet elöntött mostanra a köd. A stáblista után Piramisfej látható, ahogy egy ismeretlen területen sétál Silent Hill-ben.

## Szereplők
| Színész | Szereplő           | Magyar hang       |
| --- | ------------------ | ----------------- |
| Heather Mason / Alessa Gillespie / Sharon Da Silva: Rose és Chris Da Silva örökbefogadott lánya, aki bajba kerül Silent Hill városában | Adelaide Clemens   | Nemes Takách Kata |
| Vincent Cooper: Claudia Wolf fia és Leonard Wolf unokája, aki elárulja az anyját, hogy segíteni tudjon Sharonnak                       | Kit Harington      | Czető Roland      |
| Harry Mason / Christopher Da Silva: Sharon örökbefogadó apja, aki titokban tartotta Heather valódi személyazonosságát                  | Sean Bean          | Kőszegi Ákos      |
| Claudia Wolf: A Valtiel rend papnője, Christabella nővére és Leonard lánya, aki a film fő ellensége, aki fogságban tartja Christ       | Carrie-Anne Moss   | Farkasinszky Edit |
| Leonard Wolf: Vincent nagyapja, és Claudia apja, akit leláncolva tartanak fogva                                                        | Malcolm McDowell   | Forgács Gábor     |
| Rose Da Silva: Sharon örökbefogadó anyja, és Chris felesége, aki csapdába esett a ködben                                               | Radha Mitchell     | Orosz Anna        |
| Dahlia Gillespie: Biológiai anya, aki Silent Hill városában vándorol az alternatív dimenzióban, Alessa Gillespie anyja                 | Deborah Kara Unger | Böhm Anita        |
| Douglas Cartland: Claudia által bérelt nyomozó, aki kémkedik Sharon és Vincent után                                                    | Martin Donovan     | Kárpáti Levente   |
| Alessa Gillespie: Dahlia Gillespie meggyötört lánya, akit a Valtiel-rend súlyosan megégetett                                           | Erin Pitt          | Györke Laura      |
| Suki: lány aki rossz felé fordul, és eltéved a ködben                                                                                  | Heather Marks      | Andrádi Zsanett   |
| Piramisfej: Háromszög alakú sisakot viselő humanoid szörny, aki Sharont és Alessát védi                                                | Roberto Campanella | Nem szólal meg    |
| Travis Grady, a Silent Hill: Origins egyik karaktere, aki cameoszerepben feltűnik a film végén                                         | Peter Outerbridge  | N/A               |